# Lentila 204 Brusturi - Cornet
Lentila 204 Brusturi - Cornet este o arie protejată ce corespunde categoriei a IV-a IUCN (rezervație naturală, tip paleontologic) situată în județul Bihor pe teritoriul administrativ al comunei Aștileu.
Rezervația naturală cu o suprafață de 0,10 ha, reprezintă un sit cu bogate depozite fosilifere din Cretacicul timpuriu, formate din vertebrate (reptile zburătoare și păsări) conservate în bauxită.